# Lista de episódios de Camaleones
Camaleones (no Brasil, Camaleões) é uma telenovela mexicana produzida pela Televisa e exibida no Canal de las Estrellas  entre 27 de julho de 2009 e 29 de janeiro de 2010, totalizando 135 capítulos. Escrita por Gustavo Barrios e Diana Segovia, foi produzida executivamente por Rosy Ocampo com a colaboração de Eduardo Said e José Ángel García.
Em seu país de origem, todos os episódios eram intitulados. O primeiro recebeu o título de Asalto a la joyería (Assalto à joalheria) e o último, Fiesta en el San Bartolomé (Festa em São Bartolomeu). Isso decorreu que muitos críticos considerassem o folhetim como uma telessérie de suspense.

## Episódios
| #  | #  | Título                  | Estreia             |
| -- | -- | ----------------------- | ------------------- |
| 1  | 1  | "Asalto a la joyería"   | 27 de julho de 2009 |
| 2  | 2  | "Soplón"                | 27 de julho de 2009 |
| 3  | 3  | "Palabras de aliento"   | 27 de julho de 2009 |
| 4  | 4  | "Sin permiso"           | 27 de julho de 2009 |
| 5  | 5  | "Rendimiento Académico" | 27 de julho de 2009 |
| 6  | 6  | "Apariencias"           | 27 de julho de 2009 |
| 7  | 7  | "Cámaras ocultas"       | 27 de julho de 2009 |
| 8  | 8  | "Nueva misión"          | 27 de julho de 2009 |
| 9  | 9  | "Fuera de peligro"      | 27 de julho de 2009 |
| 10 | 10 | "El rosario"            | 27 de julho de 2009 |
| 11 | 11 | "El Tamayo"             | 27 de julho de 2009 |
| 12 | 12 | "Aprovechado"           | 27 de julho de 2009 |
| 13 | 13 | "Botín perdido"         | 27 de julho de 2009 |
| 14 | 14 | "Agobiado"              | 27 de julho de 2009 |
| 15 | 15 | "Amante"                | 27 de julho de 2009 |
| 16 | 16 | "Atentado"              | 27 de julho de 2009 |
| 17 | 17 | "Malas intenciones"     | 27 de julho de 2009 |
| 18 | 18 | "Advertencias"          | 27 de julho de 2009 |
| 19 | 19 | "Sólo mío"              | 27 de julho de 2009 |
| 20 | 20 | "Órdenes del amo"       | 27 de julho de 2009 |
| 21 | 21 | "Anónimo"               | 27 de julho de 2009 |
| 22 | 22 | "Segundo aviso"         | 27 de julho de 2009 |
| 23 | 23 | "Fuera de peligro 2"    | 27 de julho de 2009 |
| 24 | 24 | "Cara a cara"           | 27 de julho de 2009 |
| 25 | 25 | "Un camaleón"           | 27 de julho de 2009 |
| 26 | 26 | "El funeral"            | 27 de julho de 2009 |
| 27 | 27 | "En medio de la noche"  | 27 de julho de 2009 |
| 28 | 28 | "Las luces"             | 27 de julho de 2009 |
| 29 | 29 | "En la mira"            | 27 de julho de 2009 |
| 30 | 30 | "Confundido"            | 27 de julho de 2009 |
| 31 | 31 | "Bienvenido"            | 27 de julho de 2009 |
| 32 | 32 | "Incoherencias"         | 27 de julho de 2009 |
| 33 | 33 | "Gran sorpresa"         | 27 de julho de 2009 |
| 34 | 34 | "Clases sociales"       | 27 de julho de 2009 |
| 35 | 35 | "El celular"            | 27 de julho de 2009 |
| 36 | 36 | "Pequeña mentira"       | 27 de julho de 2009 |
| 37 | 37 | "Equipo de espionaje"   | 27 de julho de 2009 |
| 38 | 38 | "Celoso"                | 27 de julho de 2009 |
| 39 | 39 | "Intruso"               | 27 de julho de 2009 |
| 40 | 40 | "Infiltrado"            | 27 de julho de 2009 |
| 41 | 41 | "Chantaje sentimental"  | 27 de julho de 2009 |
| 42 | 42 | "La rata"               | 27 de julho de 2009 |